# The White Princess
 (juillet 2017).
Si vous disposez d'ouvrages ou d'articles de référence ou si vous connaissez des sites web de qualité traitant du thème abordé ici, merci de compléter l'article en donnant les références utiles à sa vérifiabilité et en les liant à la section « Notes et références ».
The White Queen The Spanish Princess
The White Princess est une minisérie britanno-américaine en huit épisodes de 50 minutes diffusée du 16 avril au 4 juin 2017 sur Starz. 
Basée sur le roman du même nom de Philippa Gregory, The White Princess s'inscrit dans la continuité de The White Queen.
Cette série est diffusée en France depuis le 9 mai 2020 sur la chaîne Chérie 25. Elle est diffusée en Belgique du 1er mai 2020 au 30 octobre 2020 sur RTLplay. Une suite appelée The Spanish Princess s'inscrit dans sa continuité.

## Synopsis
En 1485, Henri Tudor devient roi sous le nom d'Henri VII, fondant la dynastie des Tudor. La princesse Élisabeth d'York épouse le roi Henri VII et réunit ainsi les deux maisons royales de Lancastre et d'York, il choisit également pour emblème la rose Tudor, qui fusionne les deux autres, dans l'espoir de mettre un terme à la guerre des Deux-Roses qui déchire le pays. L'Angleterre est alors unifiée, mais le mariage est rapidement mis en péril par les familles des deux époux qui tentent chacune de s'attribuer le pouvoir.

## Distribution
- Jodie Comer (VF : Claire Baradat) : Élisabeth d'York, fille d'Édouard IV et d'Élisabeth Woodville, épouse du roi Henri VII
- Jacob Collins-Levy (VF : Nicolas Djermag) : le roi Henri VII, de la maison Tudor
- Essie Davis (VF : Anne Dolan) : Élisabeth Woodville, reine douairière, mère d'Élisabeth d'York et de Cécile d'York
- Michelle Fairley (VF : Véronique Augereau) : Margaret Beaufort, la mère du roi Henri VII
- Suki Waterhouse (VF : Adeline Chetail) : Cécile d'York, sœur d'Élisabeth d'York
- Joanne Whalley (VF : Martine Irzenski) : Margaret d'York, duchesse de Bourgogne, sœur du roi Édouard IV et donc tante d'Élisabeth d'York. Elle vit aux Pays-Bas bourguignons (Flandre)
- Patrick Gibson (VF : Gauthier Battoue) : Le Garçon/ Perkin Warbeck/ Richard d'York fils d'Elisabeth Woodville et "frère" supposé d'Elisabeth et Cécily d'York.
- Rebecca Benson (en) (VF : Joséphine Ropion) : Margaret « Maggie » Pole, Margaret Plantagenêt, cousine d'Élisabeth d'York, 2de fille de Georges Plantagenêt, frère d'Édouard IV
- Rhys Connah : « Teddy », Édouard Plantagenêt, comte de Warwick, petit frère de Margaret Pole et prétendant au trône d'Angleterre
- Vincent Regan (VF : Lionel Tua) : Jasper Tudor, oncle du roi Henri VII
- Caroline Goodall (VF : Denise Metmer) : Cecily Neville, grand-mère d'Élisabeth d'York, mère d'Édouard IV, Georges Plantagenêt, Richard III et Margaret d'York
- Kenneth Cranham (VF : Patrick Raynal (acteur)) : l'évêque Morton, ami de Margaret Beaufort
- Amy Manson (VF : Rosa Cadima) : lady Catherine Gordon
- Richard Dillane (VF : François Dunoyer) : Thomas Stanley
- Emmanuelle Bouaziz (VF : elle-même) : Marie de Bourgogne (épisode 3)

## Épisodes
| No. | Titre                                                                   | Réalisation    | Scénario                        | Diffusion originale américaine |
| --- | ----------------------------------------------------------------------- | -------------- | ------------------------------- | ------------------------------ |
| 1 | Dormir avec l'ennemi In Bed with the Enemy                              | Jamie Payne    | Emma Frost                      | 16 avril 2017                  |
| En 1485. Le mariage entre la princesse d'York et le futur roi Henri VII met un terme à trente années de guerre civile.   |                                                                         |                |                                 |                                |
| 2 | Cœurs et esprits Hearts and Minds                                       | Jamie Payne    | Emma Frost                      | 23 avril 2017                  |
| Le cortège royal sillonne le pays pour établir l'autorité du nouveau souverain sur ses sujets. La reine est enceinte.    |                                                                         |                |                                 |                                |
| 3 | Bourgogne Burgundy                                                      | Jamie Payne    | Emma Frost                      | 30 avril 2017                  |
| Elisabeth se sent plus proche du roi. Celui-ci tente d'établir des relations diplomatiques avec le duché de Bourgogne.   |                                                                         |                |                                 |                                |
| 4 | Le Prétendant The Pretender                                             | Alex Kalymnios | Sarah Dollard et Emma Frost     | 7 mai 2017                     |
| La légitimité du roi est toujours contestée. Elisabeth découvre que son époux et elle ne peuvent se fier à personne.     |                                                                         |                |                                 |                                |
| 5 | Trahisons Traitors                                                      | Alex Kalymnios | Loren McLaughlan et Amy Roberts | 14 mai 2017                    |
| Alors que le roi est menacé par un imposteur, Elisabeth tente de modérer sa mère, qui ne cache pas son soutien aux York. |                                                                         |                |                                 |                                |
| 6 | Du sang anglais sur des terres anglaises English Blood and English Soil | Alex Kalymnios | Emma Frost et Alice Nutter      | 21 mai 2017                    |
| Henri VII, préoccupé par les troubles en Bourgogne, négocie les fiançailles de son fils avec l'infante d'Espagne.        |                                                                         |                |                                 |                                |
| 7 | Deux rois Two Kings                                                     | Jamie Payne    | Emma Frost                      | 28 mai 2017                    |
| Alors que l'avenir du roi et de ses héritiers est en jeu, Elisabeth doit prendre un grand risque pour les protéger.      |                                                                         |                |                                 |                                |
| 8 | La malédiction Old Curses                                               | Jamie Payne    | Sarah Phelps                    | 4 juin 2017                    |
| Pour Elisabeth et Henri, l'heure est grave : de leurs choix respectifs dépend l'avenir du pays et de leur dynastie.      |                                                                         |                |                                 |                                |